# Free Range: Ballaad maailma heakskiitmisest
Free Range: Ballaad maailma heakskiitmisest é um filme de drama estoniano de 2013 dirigido e escrito por Veiko Õunpuu. Foi selecionado como representante da Estônia à edição do Oscar 2014, organizada pela Academia de Artes e Ciências Cinematográficas.

## Elenco
- Lauri Lagle - Fred
- Jaanika Arum - Susanna